# Tjeckoslovakiens ekonomi

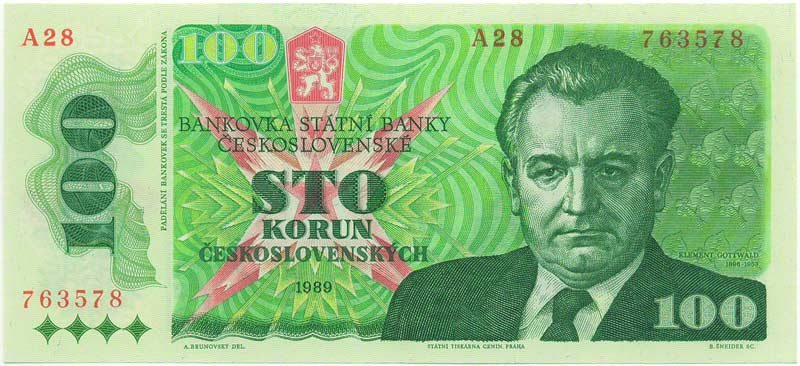
Tjeckoslovakiens sedel, 1989

Tjeckoslovakiens ekonomi kännetecknades av att den var en planekonomi. Resultatet av den planerade ekonomin betydde att den tjeckoslovakiske konsumenten hade en avsevärt lägre levnadsstandard jämfört med konsumenter i länder i västra Europa men högre än andra länder i Östeuropa med undantag för Östtyskland.

## Allmänt
I mitten av 1980-talet var Tjeckoslovakien ett högt industrialiserat land. Enligt officiella siffror för 1985 motsvarade industrisektorn 59,7 procent av den totala nettomaterialprodukten, byggsektorn 11,2 procent, jord- och skogsbruk 7,5 procent och andra sektorer 21,6 procent. 97,4 procent av nationalinkomsten skapades i den statliga sektorn av ekonomin. 99,8 procent av arbetskraften var statligt anställda.
Tjeckoslovakien var en planekonomi vilket innebar att resursanvändningen inte berodde på marknadskrafterna. Landets konsumtion och investeringar beslutades genom central planering, genom femårsplaner, där man på centralt håll beslutade om priser, vad som skulle konsumeras, vilka investeringar som skulle göras och så vidare. Den centrala planmyndigheten beslutade om priserna på 1,5 miljoner olika varor.
Tjeckoslovakiens främsta handelspartners var Sovjetunionen, Östtyskland, Polen, Ungern och Västtyskland. Till Sovjetunionen exporterade landet tillverkningsvaror som maskiner, instrument, jordbruksutrustning och liknande varor. Från Sovjetunionen importerades råvaror som olja, gas och petroleumprodukter, råvaror och metaller.
Tjeckoslovakiens valuta var den tjeckoslovakiska kronan som indelades i 100 hal. Kronan kunde endast växlas till andra valutor under vissa förutsättningar och till officiell kurs. Kronan kunde endast användas inom landet och användes ej i utrikeshandeln.

## Efter första världskriget
Efter republikens grundande 1918 var förutsättningarna goda för landets ekonomi. Tjeckoslovakien motsvarade 21 procent av Österrike-Ungerns territorium och hade 26 procent av dess befolkning men ägde 70 procent av dess industri. Landet hörde till världens 10 största industriländer. Böhmen och Mähren hade undvikit större skador på grund av kriget, där fanns en för tiden avancerad industri och lämplig infrastruktur samt vissa viktiga råvaror. Både där och i Slovakien fanns bördig åkermark. År 1921 var 34 procent av befolkningen verksamma i industrin och vid verkstäder och 40 procent var verksamma i lantbruket. Många gårdar i lantbruket var alltför små för att vara långsiktigt lönsamma och 1919 beslutade parlamentet om en jordreform som omfördelade jorden till mindre lantbruk. Jordreformen riktades mot de större lantbruk som ägdes av tyskar och ungrare och deras gårdar värderades till det värde de hade före kriget och den efterföljande inflationen.

## Efter andra världskriget
Vid andra världskrigets slut var den tjeckoslovakiska industrin jämförelsevis oskadad. I det tyska protektoraten Böhmen-Mähren hade de tyska ockupanterna tagit över alla större industrier. Efter befrielsen tog den nya tjeckoslovakiska regeringen kontrollen över dessa industrier. Exporten av maskiner och konsumtionsvaror betalade för importen av viktiga insatsvaror. De tjeckoslovakiska exportprodukterna var helt jämförbara med varor från andra industrialiserade länder. Jordbruket befann sig i privata händer och lantbruket dominerades av familjejordbruk. Arbetskraften i Tjeckoslovakien var överlag välutbildad och skicklig och företagsledningarna var kompetenta. Regeringen använde sig av en ekonomisk tvåårsplan där målen var generella och övergripande istället för tvingande. Tjeckoslovakien fick också olika former av stöd från Förenta nationerna och dess utrikeshandel var främst med västvärlden. År 1948 motsvarade produktionen i stort sett produktionen före kriget; jordbruksproduktionen var något lägre och industriproduktionen var något högre.

## Första femårsplanen
Efter att det tjeckoslovakiska kommunistpartiet fick makten i februari 1948 lanserades flera reformer för att förändra ekonomin så att den blev mer lik den i Sovjetunionen. 1952 hade regeringen förstatligat nästan alla sektorer. Många kompetenta chefer hade ersatts av politiskt tillförlitlig personal, i vissa fall med bristande kompetens. Genom centralplanering beslutades på central nivå vad som skulle produceras och i vilken omfattning. I den första femårsplanen (1949-1953) satte regeringen som mål att expandera industriproduktionen. Efter 1949 höjdes produktionsmålen, delvis som en följd av Koreakriget, för att expandera den tunga industrin. Tjeckoslovakien blev en viktig tillverkare av maskiner och verktyg för andra östländer, utrikeshandeln med kommunistiska länder ökade från 40 procent 1948 till 70 procent ett decennium senare. Handeln med icke-kommunistiska länder sjönk däremot, delvis på grund av handelsrestriktioner i dessa länder. Trots en hög nivå på investeringar och hög tillväxt misslyckades landet att nå målen i den första femårsplanen. Vid slutet av denna period hade det byggts upp ett inflationstryck i ekonomin och 1953 genomfördes en valutainväxling som innebar att många människors sparkapital försvann och som orsakade oroligheter.
Kollektiviseringen av jordbruket inleddes 1949. Stora markägare som inte ville ansluta sig till ett jordbrukskollektiv blev anklagade för att vara "kulaker" och deras mark beslagtogs utan kompensation. 1960 hade kollektiviseringen av jordbruket avslutats och då kontrollerades 90 procent av jordbrukssektorn av staten, en andel som hade ökat till 95 procent 1985. Från 1960-talet och framåt minskade antalet jordbrukskooperativ genom att mindre jordbrukskooperativ slogs samman.

## Andra femårsplanen
För åren 1954 och 1955 fanns det endast ettåriga planer då länderna i den östeuropeiska samarbetsorganisation SEV ville koordinera sina ekonomiska planer. Under den andra femårsplanen (1956–1960) var investeringsnivån fortsatt hög samtidigt som reallönerna och utbudet av konsumtionsvaror ökade. Nationalinkomsten ökade med 6,9 procent. I slutet av 1950-talet blev det dock märkbart att fortsatta investeringar gav allt sämre avkastning och hög investeringsnivå blev nödvändig för att hålla tillväxten uppe. Under 1958 och 1959 gjordes smärre ekonomiska reformer, däribland att man på företagsnivå fick större inflytande över investeringsfonder. Reformerna gav inga märkbara resultat och 1962 avskaffades dessa och besluten centraliserades åter.

## Tredje femårsplanen
I början av 1960-talet stagnerade både industriproduktionen och jordbruksproduktionen. Jordbruket hade fungerat dåligt under hela 1950-talet och misslyckades ständigt att nivå de mål som hade satts på central nivå. De produktionsmål som sattes i den tredje femårsplanen (1961–1965) visade sig snabbt vara alltför ambitiösa, särskilt vad gäller utrikeshandeln. Hela femårsplanen avskaffades efter en lågkonjunktur 1962 och under resten av perioden användes ettårsplaner. Under 1963 minskade nationalinkomsten och 1965 var den endast 1,9 procent högre än 1960, att jämföra med en tillväxt på 6,9 procent under perioden 1956-1960. Det dåliga ekonomiska utfallet hade många orsaker, däribland dåligt väder för lantbruket, orealistiska ekonomiska mål och att Kina avbeställde lagda order på grund av konflikten mellan Sovjetunionen och Kina. I början av 1960-talet hade reformsinnade ekonomer kommit fram till att den dåliga ekonomin berodde på brister i själva den sovjetiska modellen efter vilken ekonomin styrdes.
Dessa reformsinnade ekonomer hävdade att den sovjetiska modellen var bristfällig därför att landet redan var industrialiserat, hade begränsade naturresurser och en liten hemmamarknad och var beroende av utrikeshandel. Modellen betonade också byggandet av nya fabriker på bekostnad av investeringar i befintlig industri för att modernisera och effektivisera tillverkningen. Tillämpningen hade också inneburit kronisk inflation, brist på konsumtionsvaror och att medborgarna tvingades spara pengar. Företag skaffade sig stora lager för att kompensera sig för oregelbundna leveranser. Investeringar krävde osedvanligt lång tid för att färdigställas vilket innebar att kapital inte användes produktivt. Lantbrukets dåliga produktivitet berodde på att otillräckliga resurser investerades i den sektorn. Prisnivåerna återspeglade varken tillgång eller tillverkningskostnad och skilde sig alltför mycket från världshandelspriserna. Den sovjetiska modellen motverkade också nytänkande och det saknades mått för att mäta produktiviteten.

### Ekonomiska reformer
En av dessa reformsinnade ekonomer var Ota Šik, ledamot i kommunistpartiets centralkommitté och dess ekonomiska utskott. Inom partiet och regeringen lyssnade många intresserat eftersom de misslyckade ekonomiska reformerna 1958-1959 och lågkonjunkturen 1962 visade att något måste göras. I juni 1966 publicerade partiet en principskiss för en större ekonomisk reform och med början 1965 började vissa delar av Šiks förslag att genomföras. Den 13:e partikongressen i juni 1966 godkände dessa reformförslag. Det fanns dock vissa inflytelserika medlemmar av partiet som motsatte sig dessa reformer då de befarade att dessa kunde ha vissa politiska konsekvenser. Dessa personer lyckades utverka att reformerna urvattnades men efter att det gjordes stora förändringar i partiledningen i januari 1968 fanns det åter stöd för dessa ekonomiska reformer.
Dessa ekonomiska reformer var omfattande och delar av dem genomfördes aldrig. Utgångspunkten var att föra över makt från de myndigheter som ansvarade för planekonomin till företagsledningarna. På central nivå skulle man endast syssla med långsiktig planering och övergripande ekonomiska mål. På företagsnivå skulle ledningarna själva sätta produktionsmål på kort sikt inom ramen för de övergripande målen. Företagen skulle själva ta ansvar för sin ekonomi och att de gick med vinst. Statligt stöd till företagen skulle upphöra; företag som inte kunde göra vinst skulle upphöra. Företag skulle bedömas efter i vilken mån de gick med vinst och inte om de kunde uppfylla produktionsmålen. Denna förändrade bedömning hoppades man skulle göra företagen mer konkurrenskraftiga och ha större lyhördhet för vad konsumenterna efterfrågade. Genom att utsätta företagen för konkurrens från utlandet skulle de sträva efter ökad produktivitet och sänkta priser. Företagen skulle uppmuntras att exportera sin tillverkning, bland annat genom att företagen skulle ges rätt att behålla en del av den hårdvaluta man tjänade på exporten.
De ekonomiska reformerna innebar också att priserna skulle återspegla de verkliga kostnaderna, tillgång och efterfrågan samt världsmarknadspriserna. Företagen skulle finansiera egna investeringar med sina egna resurser eller lån där företagen fick betala ränta. Statsmakten skulle bara erbjuda investeringsfonder för de viktigaste projekten. Lönerna skulle också göras om så att lönestrukturen skulle återspegla den anställdes produktivitet och hur det gick för företaget. Genom skapandet av företagsråd skulle anställda på varje företag ha ett visst mått av inflytande vilket man trodde skulle förbättra arbetsmoralen och produktiviteten.
Avsikten med reformerna var att förbättra produktiviteten, inte att införa fri företagsamhet eller att släppa marknadskrafterna fria.
När Tjeckoslovakien invaderades av sina grannländer i augusti 1968 hade endast delar av reformerna införts. Under de följande två åren avskaffades efter hand de olika reformerna. Därefter rådde det åter centralplanering med obligatoriska produktionsmål och fastställda priser. Endast mindre delar av reformerna behölls, däribland ett visst mått av decentralisering och att vissa produktionsmått ändrades så att effektivitet, kvalitet och nytänkande uppmärksammades i högre mån och inte enbart uppfyllandet av kvantitativa mål.

## Fjärde och femte femårsplanen
Trots de politiska omständigheterna fortsatte den tjeckoslovakiska ekonomin att växa på en god nivå. Under den fjärde femårsplanen mellan 1966 och 1970 ökade nettomaterialprodukten med 6,9 procent per år, betydligt högre än den förväntade tillväxten på mellan 4,1 och 4,4 procent per år. Under den femte femårsplanen (1971-1975) var ökningen av nettomaterialprodukten inte lika hög, 5,7 procent per år, men ändå högre än den förväntade tillväxten på 5,1 procent per år. De snabbat växande sektorerna under dessa perioder var kemisk industri och byggsektorn. Jordbrukssektorn var fortsatt eftersatt men med ett förbättrat resultat. 1975 var Tjeckoslovakien självförsörjande på kött- och mjölkprodukter och självförsörjning på spannmål såg ut att vara ett möjligt mål.

## Sjätte femårsplanen
Resultaten av den sjätte femårsplanen (1976-1980) var desto sämre. I slutet av perioden minskade den ekonomiska tillväxten och nettomaterialprodukten ökade med endast 3,7 procent per år i genomsnitt och inte med 4,9 procent per år som hade förväntats. Både industrin och lantbruket misslyckades med att nå de ekonomiska mål som var satta. Bland de svårigheter den tjeckoslovakiska ekonomin hade kan nämnas otillräcklig teknologisk utveckling och att målen för sparsamhet med bränsle inte nåddes. Jordbruket var fortsatt ett problem, bland annat på grund av torka 1976 och vårfloden 1979. Jordbrukets problem berodde bland annat på brist på reservdelar och dålig kvalitet på konstgödseln. Tjeckoslovakien blev tvunget att importera stora mängder spannmål. Priserna till konsumenterna ökade med 11 procent under perioden och bland konsumenterna fanns ett utbrett missnöje över bristen på konsumtionsvaror som kött, mjölk och grönsaker.
Den industriella tillväxten mattades av i slutet av 1970-talet och orsaken står att finna i landets problem med utrikeshandeln. De villkor som gällde för Tjeckoslovakiens utrikeshandel försämrades i mitten av 1970-talet. Den snabba ökningen av oljepriset på världsmarknaden efter 1974 gällde delvis även priset på olja från Sovjetunionen, det land från vilket Tjeckoslovakien köpte olja och andra råvaror. Priset på andra viktiga varor som Tjeckoslovakien importerade ökade också snabbare än de priser som landet kunde exportera för. Under 1970-talet ökade den andel av landets egen tillverkning av konsumtionsvaror och maskiner som såldes till utlandet för att på så vis betala den ökande importen.
I början av 1980-talet stod den tjeckoslovakiska ekonomin inför flera svårigheter. Landets industripark var Östeuropas äldsta och landet hade ett allt större importberoende av olja och insatsvaror. För att åtgärda detta var det nödvändigt att öka produktiviteten inom industrin. Utbudet av konsumtionsvaror var också avsevärt under det utbud som fanns i Västeuropa.

## Sjunde femårsplanen
För den sjunde femårsplanen (1981-1985) satte man måttliga tillväxtsiffror. Enligt planen skulle ekonomin intensifieras genom att tillgängliga resurser användes effektivare. Efter två år sänkte man också tillväxttalen så att den förväntade ökningen av nettomaterialprodukten uppskattades till 10,5 - 13,5 procent. Industriproduktionen beräknades öka med 14-18 procent och jordbruksproduktionen med 7-10 procent. Konsumtionen för den vanlige medborgaren förväntades öka med mindre än 3 procent.
Under 1981 och 1982 inträffade en lågkonjunktur, hos de vanliga medborgarna minskade konsumtionen och levnadskostnaden ökade snabbare än lönerna. Under 1983-1985 vände ekonomin uppåt och enligt officiella siffror uppnåddes eller överträffades femårsplanens mål. Enligt dessa siffror ökade nettomaterialprodukten med 11 procent, industriproduktionen med 14,5 procent, jordbruksproduktionen med 9,8 procent och den vanlige medborgaren kunde öka sin konsumtion med 5,5 procent. Försöken att använda tillgängliga resurser mer effektiva var nedslående och energikonsumtionen minskade med endast 1,7 procent per år, att jämföra med 2 procent per år enligt planen.
Det jämförelsevis goda resultatet av den sjunde femårsplanen kan ses mot bakgrund av den dåliga utvecklingen i omvärlden. Västvärlden drabbades av en lågkonjunktur vilket gjorde det svårare för Tjeckoslovakien att exportera. 1981 gjorde Sovjetunionen klart att man skulle minska på oljeexporten till Östeuropa med 10 procent. Trots att världsmarknadspriset på olja sjönk under 1984 och 1984, så fortsatte priset på den sovjetiska oljan att stiga. Den tjeckoslovakiska utrikeshandeln drabbades också av att banker i västvärlden stramade åt krediten till Östeuropa på grund av Polens betalningsproblem och på grund av andra östeuropeiska länders höga skuldsättning.
Under den sjunde femårsplanen genomfördes också några mindre ekonomiska reformer som innebar att företagsledningar fick något större utrymme att fatta egna beslut över vilka investeringar som var nödvändiga och hur arbetstagarna skulle uppmuntras. För lantbruket innebar dessa reformer att chefer fick större inflytande över verksamheten samtidigt som antalet mål som skulle uppfyllas minskade.

### Fotnoter
1. ↑  Dowling (2002), s. 29-30
2. ↑  Mira Wilkins. "An Economic Background to Munich: International Business and Czechoslovakia, 1918-1938", The Business History Review, vol 49, 1975 (länk)